# 高地高棉人

1972年柬埔寨的民族分佈

高地高棉人（Khmer Loeu，高棉語發音：[kʰmae ləː]）是對居住在柬埔寨的高原地區的一系列原住民族的統稱。高地高棉人主要居住在東北部的臘塔納基里省、上丁省和蒙多基里省。大多數高地高棉人說的語言屬於南亞語系的孟高棉語族；但埃地、嘉萊兩個民族是占族分支，無論在語言上還是文化上與高棉人差異較大。